# Горобець аравійський
Горобець аравійський (Passer euchlorus) — вид горобцеподібних птахів родини горобцевих (Passeridae).

## Поширення
Вид поширений на півдні Аравійського півострова (Саудівська Аравія, Ємен), в Джибуті та Сомалі. Мешкає у посушливих саванах та скребах.